# Billie Piper
Billie Piper, född Lianne Piper 22 september 1982 i Swindon, Wiltshire, är en brittisk sångerska och skådespelare. 
Hon har bland annat spelat rollen som Rose Tyler i TV-serien Doctor Who. Hon har även haft huvudrollen i En callgirls dagbok, som handlar om en lyxprostituerad kvinna och hennes vardag. År 2019 regidebuterade hon med långfilmen Rare Beasts.
Piper har nominerats till fem BAFTA Awards, bland annat för rollen som Sam McAlister i långfilmen Scoop (2024).
Piper var 2001–2007 gift med Chris Evans men paret separerade 2004. Hon var 2007–2016 gift med skådespelaren Laurence Fox. Piper och Fox har två barn tillsammans.

## Filmografi (urval)
- 2007 – 2011 – En callgirls dagbok – Belle
- 2007 – Mansfield Park – Fanny Price
- 2005 – 2010 – Doctor Who – Rose Tyler
- 2003 – The Canterbury Tales – Alison
- 2024 – Kaos (TV-serie)
- 2024 – Scoop

## Diskografi
- 1999 – Honey to the B med låten Girlfriend
- 2000 – Walk of Life
- 2005 – The Best of Billie